# توقيت كولومبيا الرسمي

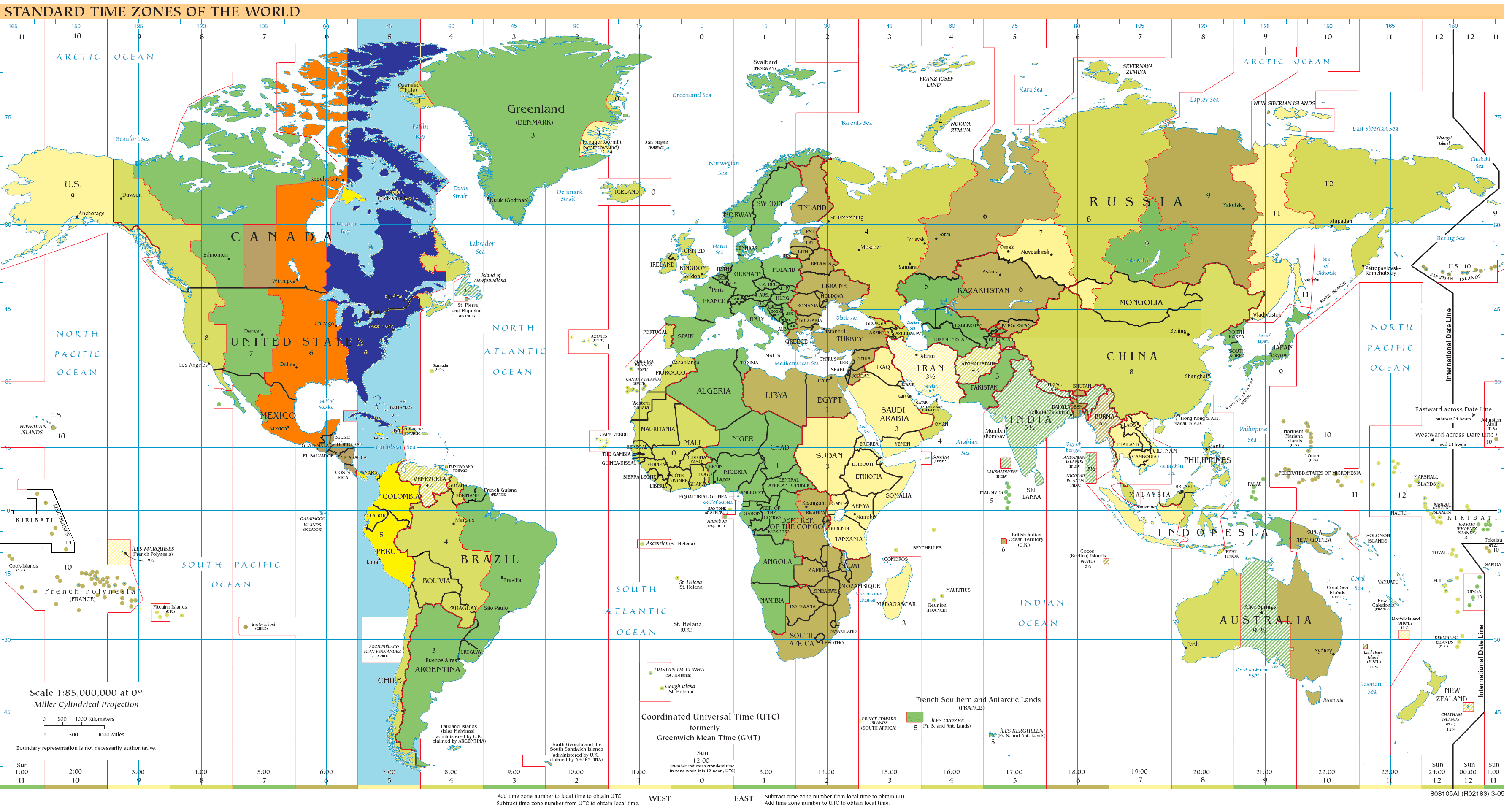

توقيت كولومبيا الرسمي هي المنطقة الزمنية الوحيدة لكولومبيا، تقع في التوقيت العالمي المنسق -05:00، المتأخر 5 ساعات عن التوقيت العالمي المنسق. اختصار المنطقة الزمنية القياسية هو ت ك ر
لا تلتزم كولومبيا بالتوقيت الصيفي، ولكنها استخدمته خلال أحد عشر شهرًا بين أيار 1992 ونيسان 1993.

## قاعدة بيانات هيئة أرقام الإنترنت المُخصصة للمناطق الزمنية
يوجد لكولومبيا في قاعدة بيانات هيئة أرقام الإنترنت المُخصصة المنطقة الزمنية التالية:
- أمريكا/بوغوتا (ت ك)

## روابط خارجية
- توقيت غرينتش - التوقيت العالمي / التوقيت العالمي في كل منطقة زمنية